# Butia witeckii
Butia witeckii es una especie del género Butia de la familia de las palmeras (Arecaceae). Habita en el centro-este de Sudamérica.

## Distribución y hábitat
Esta palmera se distribuye en la región central del estado brasileño de Río Grande del Sur, en los municipios de Quevedos, Júlio de Castilhos, São Pedro do Sul, São Martinho da Serra, a lo largo del río Toropí, y en altitudes comprendidas entre los 300 y los 370 m s. n. m..
Es un endemismo del distrito fitogeográfico pampeano uruguayense, porción septentrional de la provincia fitogeográfica pampeana, en latitudes en donde comienza a ecotonar con el distrito fitogeográfico de los campos y malezales de la provincia fitogeográfica paranaense.
Crece en suelos pedregosos, poco profundos y en sitios abiertos, entre vegetación rala o de manera asociada a vegetación pionera, arbustiva o arbórea. Dada su exigencia de luz solar directa, es rara en el interior de capones selváticos o de selvas marginales.

## Taxonomía
Esta especie fue descrita originalmente en el año 2011 por los botánicos Kelen Pureza Soares y Solon Jonas Longhi.
Localidad y ejemplares tipo y paratipo
el ejemplar tipo fue catalogado como: HDCF – 6213. La localidad tipo es: Brasil, Río Grande del Sur, Quevedos, localidad de Quebra Dentes, 2 km al norte de la Usina de Quebra Dentes, 29º22’07,17”S 54º00’45,31W. Fue colectado el 24 de marzo de 2011 por K. P. Soares, C. G. Redin y D. S. Brito.
El ejemplar paratipo es el catalogado como HPL-11427, con localidad: Brasil, Río Grande del Sur, Quevedos, localidad de Quebra Dentes, en pastizales; 30 km por el camino de tierra hacia la ciudad de Toropi, colectada el 22 de marzo de 2009 por H. Lorenzi, R. Pimenta y K. Soares. Este ejemplar fue descrito como una palmera solitaria de 4 a 6 m de altura, con tronco que muestra la base de las hojas caídas; pinas azul-verdoso brillante, inflorescencias ramificadas al nivel del 1° orden, frutos de pulpa dulce-acidulada, muy fibrosa y de color amarillo.
Etimología
el nombre genérico Butia proviene del nombre vernáculo dado en Brasil a los miembros de este género. El término específico witeckii rinde honor al apellido de Leopoldo Witeck Neto, ingeniero forestal y profesor de la Escuela Politécnica de la Universidad Federal de Santa Maria. Witeck fue quien encontró primeramente a este taxón, además de colaborar en su investigación taxonómica y conservación.

## Historia natural y conservación
La floración de esta palma ocurre en la primavera. Su fructificación presenta un nivel máximo a finales de marzo y en abril. Posiblemente a causa de precisar de más semanas para desarrollar sus grandes frutos, el pico de la fructificación ocurre de manera más tardía que las otras especies del género.  
Al ser de gran tamaño, sus semillas no suelen ser predadas por insectos, pero sí lo hacen las ardillas grises (Sciurus ingrami).   
Esta especie está amenazada por las actividades ganaderas y agrícolas. La población se sitúa de manera conjunta con la mayor población de Río Grande del Sur de otra palmera también amenazada por las mismas razones: Trithrinax brasiliensis.

## Características
Butia witeckii es una palma con estípite solitario, de entre 3 y 6,1 m de altura, cubierto por restos de vainas de las hojas viejas, las que dejan cicatrices visibles, dispuestas en espiral alrededor del tronco.
B. witeckii es similar a B. yatay y a B. paraguayensis, de las cuales es posible reconocerla fácilmente por el tamaño y el peso de sus frutos maduros (con un largo de entre  3,6 a 5,6 cm y un ancho de 3 a 4,1 cm, y pesos de entre 23,6 a 43,05 g) y por el tamaño, peso y formato del endocarpio, el cual el de esta es el más largo y más pesado de todo el género Butia. Los poros del endocarpio exhiben formas piramidales, especialmente en el lado del polo germinativo, en razón de las 3 quillas longitudinales que presenta.  
En comparación con cualquier otra especie del género, el mesocarpio del fruto de B. witeckii es fibroso en extremo. Todas estas características se mantienen incluso en individuos cultivados fuera de su hábitat natural.
Con respecto a B. paraguayensis se diferencia por presentar una altura más elevada en los ejemplares adultos, y por poseer el raquis de la inflorescencia más alargado.
En lo concerniente a B. yatay, B. witeckii tiene a cada lado del raquis un número de pinas menor (43-61 contra 63-78 en B. yatay), siendo las ubicadas en su sector medio más cortas (40-65 contra 65-77 de B. yatay).  El epicarpio de los frutos no es de color rojo como suele ocurrir en B. yatay. Además esta última presenta en cultivo un ritmo de crecimiento más acelerado.